# Super Show 7 Tour
Super Junior World Tour - "Super Show 7" Es el concierto en vivo 2017 de la banda sur coreana Super Junior promocionando su octavo álbum de estudio PLAY. El Tour Mundial Comienza con tres shows en el Jamsil Indoor Stadium de Seúl en diciembre del 2017 seguido de Singapur, Tailandia, Hong Kong y otros países asiáticos y continuando en América.

## Concierto
- Seúl

La gira fue anunciada el 10 de noviembre de 2017, para la promoción de su octavo álbum de estudio, PLAY. Las entradas para los concierto del 16 y 17 de diciembre en Seúl estarán a la venta el 21 de noviembre. Por parte del Personal oficial de Super Junior fueron reveladas ocho ciudades las cuales serán parte del tour en 2018 aparte de Japón.
Debido a la alta demanda de boletos agotados en 9 minutos de las fechas 16 y 17 se agregó una tercera fecha para la ciudad de Seúl para el día 15, teniendo tres shows en seul del día 15 al 17.
Los precios de los boletos fueron desde $105, $180, $240 y el boleto VIP con costo de $500 dólares con un paquete especial, también los boletos SM GLOBAL PACKAGE con costos de $800 dólares para una persona y $1,200 dólares para dos personas.
Más de 33,000 boletos vendidos y una recaudación de $6 millones de Dólares de los conciertos en Seúl, estos fueron los conciertos con más recaudación en la historia de Corea. En la venta de mercancía oficial el 100% de los productos se agotaron, no solamente en los puntos de venta del concierto también vía Internet y a quienes compraron desde el extranjero, obteniendo aproximadamente $2 millones de dólares de la venta de mercancía oficial de Super Junior en Seúl.
- Singapur

El concierto en Singapur fue anunciado el 1 de diciembre por ONE Production después de 2 años del último concierto realizado en Singapur, la venta de boletos fue el día 16 de diciembre, los costos de los boletos fueron desde los $135, $150, $190, $225, $260 y los paquetes VIP de $390, la venta del 60% de los boletos fue vendida en solo una semana, aproximadamente 1,000 boletos fueron puestos para los paquetes SM GLOBAL PACKAGE con costos de $980 dólares para una persona y $1,900 dólares para dos personas.
El 27 de enero Super Junior dio su show ante 11,000 personas, este show fue uno de los diez conciertos con más recaudación realizados en Singapur teniendo en lista el número 5 y 6 después del concierto de Madonna quien tiene el puesto número 1 y registro del concierto más costoso en la historia de Singapur con su concierto Rebel Heart Tour con más de $6.1 millones de Dólares para una audiencia de 19,123 personas, el segundo y tercer puesto es para Coldplay $12.5 millones de Dólares con 2 conciertos, cada uno de $6.2 millones en su A Head Full of Dreams para una audiencia de 102,508 personas, el cuarto puesto es para Jay Chou con su concierto "THE INVINCIBLE 2" JAY CHOU CONCERT TOUR 2018 con $6 millones de Dólares para una audiencia de 55,500 el quinto y sexto puesto es de Super Junior tiene el registro de los conciertos con más recaudación de K-pop en Singapur, $3 millones de Dólares con Super Show 7 para una audiencia de 11,000 personas y $2,3 millones de Dólares con Super Show 6 para una audiencia de 12,356.
- Bangkok

El 4 de diciembre SM True anuncio el SUPER SHOW 7 en Bangkok, la venta de los boletos fue el día 23 de diciembre, los fanáticos agotaron en tan solo 14 minutos los boletos para el concierto en Tailandia, provocando que muchos se quedaran sin boleto para el único show, según allticket Tailandia se pusieron cerca de 17,000 entradas a la venta y todas fueron agotadas, los precios de los boletos fueron desde $50, $85, $120, $150, $165, $190 y VIP $250. También hubo venta de SM GLOBAL PACKAGE con costos de $800 dólares por persona.
Recordemos que Super Junior es el único artista que ha agotado más de 16,000 entradas en el recinto Impact Arena para cada concierto como en Super Show 2 Tour y Super Show 6 Tour con más de 32,000 boletos agotados en cada Tour.
- Hong Kong

El anuncio del concierto lo realizó Hong Kong Ticketing el 18 de diciembre, el regreso de Super Junior a Hong Kong con su SUPER SHOW 7 fue sorpresa para muchos de sus fanáticos ya que estos agotaron las 14,500 entradas para el Show en tan solo 6 días, con los precios de $63, $90, $116, $129, $165 y $255. También hubo venta de SM GLOBAL PACKAGE con costos de $850 dólares por persona.
- Taipei

El 16 de enero el anuncio oficial del SUPER SHOW 7 en Taipéi realizado por SuperDome 超級圓頂 la página del Taipei Arena, la venta de los boletos fue el día domingo 4 de febrero, los precios variaron entre los $35, $85, $130, $175, $210 y $250, alrededor de 27,000 entradas para ambas fechas los cuales se agotaron en menos de 15 minutos, el 29 de marzo la página oficial del Taipei Arena publicó la liberación de más boletos para ambas fechas en Taipéi vendiendo alrededor de 1,000 boletos para ambas fechas los cuales podían pagar el día del evento, también obteniendo el récord de venta de boletos más grande por un artista foráneo en el Taipei Arena. Los SM GLOBAL PACKAGE se vendieron con costos de $800 por persona.
- Buenos Aires

El anuncio del tour por América se hizo oficial el día 17 de enero por la página oficial de Noix Entertainment, la fecha para Argentina fue el día 20 de abril en el Estadio Luna Park, los boletos para el concierto fueron vendidos a partir del día 5 de febrero y tuvieron  costo desde $62, $96, $144 y VIP $215. Más de 75% de las entradas de 8,500 puestos a la venta se vendieron en menos de una semana y alrededor de 1,000 más se liberaron para la zona VIP debido a la alta demanda. Super Junior en Argentina casi agotó todas las localidades, según Billboard vendieron mil boletos más que en Super Show 5 y estos fueron más costosos a las entradas de The Rolling Stones los cuales tenían precio de $3,000 pesos argentinos y al doble de las entradas de Madonna en su última visita en Argentina de costo $1,900 pesos argentinos en zona VIP.
- Lima

Work Shows Fue la productora que anuncio el concierto de Super Junior en Perú el día 17 de enero, la venta de boletos fue el día 5 de febrero, los costos son de $65, $135, $185 y $250. En Perú al inicio la productora solamente dispuso en venta 9,000 boletos pero debido a la demanda de boletos en algunas zonas se liberaron más lugares teniendo como resultado final 10,000 boletos agotados hasta el día del evento, con las entradas más costosas de su gira por Latinoamérica tienen un récord en Perú de la mayor recaudación con $2 millones de Dólares del concierto en Lima, superando al show de Katy Perry en ganancias por el concierto realizado en el mismo recinto. Este evento también tuvo muchas críticas por parte de la mala organización del recinto debido a las malas condiciones de este. 
- Santiago

El concierto para Chile fue anunciado el 17 de enero por la página de Instagram y Facebook de Noix Entertainmen y es nuevamente en el recinto Movistar Arena de la ciudad de Santiago y los boletos se vendieron desde el 2 de febrero con precios desde $50, $70, $105, $160 y VIP $220, el 70% de los boletos se agotó en solo 2 días. Debido a que sería la única fecha en Chile el recinto fue abierto para su mayor capacidad de poco más de 16,500 personas, de las cuales se vendieron aproximadamente 16,000, rompiendo su propio récord de audiencia de 12,000 entradas de su pasada gira en Chile. 
- Ciudad de México

Dilemma Fue la productora que anuncio el concierto para la Ciudad de México, la venta de boletos será en febrero el día 9 para boletos VIP y 10 de febrero venta General, los precios van desde los $58, $69, $150, $163, $194, $225 y VIP $180.
El día 9 de febrero los boletos VIP se pusieron a la venta a las 11 AM, con casi 50,000 personas intentando comprar un boleto VIP y agotando en tan solo 3 minutos todos los boletos VIP.
En México también estuvieron disponibles los SM GLOBAL PACKAGE con costos de $800 dólares para una persona y $1,200 dólares para dos personas. En México el nivel de audiencia fue superada al de las presentaciones pasadas de Super Junior en la Arena Ciudad de México, poco más de 20,500 lugares fueron puestos en venta para el evento, con casi 5,000 personas en la cancha del recinto y 16,000 en asientos numerados, la venta del 80% de los boletos fue agotado en solo minutos pero debido a las fallas del sistema de venta de boletos no les permitía comprar a los fanáticos su mejor opción para el show y debido a las fallas muchos lugares fueron liberados debido a que no se completaron las compras de estos, después las fallas al sistema fueron reparadas y les permitió comprar sus boletos, la venta continuo y hasta el día del evento más del 95% de todas las localidades se agotó, dando una totalidad de 19,800 entradas agotadas de casi 21,000. Billboard registro ganancias de más de $3.5 millones de Dólares del concierto, siendo este el segundo concierto más vendido y el número uno con mayores ganancias en la Arena Ciudad de México.
- Macao

Super Show 7 en Macao fue publicado el día 20 de marzo en la página oficial de Super Junior, la fecha para el concierto es el 12 de mayo en el recinto Cotai Arena, los precios van desde los $103, $137, $217, $279 y VIP $408 dólares, según la productora The Venetian (Macao) el recinto contó con más de 14,500 boletos para el evento debido a que será la única fecha. Los SM GLOBAL PACKAGE para Macao son los más costosos en la gira ya que sus precios son de $2,980-$3,350 dólares para una persona y $5,950-$7,080 dólares para dos personas, los cuales incluyen un ticket para el concierto en zona VIP o cualquier otra zona puesta a elegir por el fanático, una habitación de lujo y dos noches en el hotel The Venetian Macao con respectivos alimentos y servicios del hotel, un tour por los atractivos lugares del The Venetian Macao Hotel And Casino Resort, también transporte y servicios del hotel hacia el recinto del concierto y un boleto de avión en clase turista del país de origen del fanático a Macao y este con transporte privado del aeropuerto al hotel, todos los servicios y precios del SM GLOBAL PACKAGE MACAU son diferentes dependiendo el origen del cliente y sus comodidades en el hotel y aplicados por parte del acuerdo del hotel y SM Entertainment.
La venta de boletos para Macao inició el día 29 de marzo a las 10 AM y fueron agotados los más de 14,500 entradas en menos de 3 horas, los críticos chinos publicaron que este es el evento más exitoso de un artista coreano en china, debido a que el evento tiene en ganancias entre $4.8 a $5.3 millones de Dólares debido a que los boletos tuvieron un costo más elevado de 63% más que en el ´´SUPER SHOW 6´´ en 2015 con boletos VIP de $250 dólares y que en este ´´SUPER SHOW 7´´ llegan a costar $408 y un aumento de 58% en los SM GLOBAL PACKAGE los cuales tenían costo de $1,900 dólares en este 2018 tienen costo de $2,980 a $7,080.
El concierto fue el más destacado por un artista coreano e incluso comparado con el Rebel Heart Tour de Madonna debido a la alta demanda de boletos y a los costos de los SM GLOBAL PACKAGE que eran un poco más altos que los del concierto de la cantante estadounidense, Billboard y medios de china como Macau Daily Times publicaron el ¨Sold out¨ del concierto y la recaudación de este, con más de 14,899 entradas agotadas y $5.3 millones aproximadamente, este éxito de ganancias fue gracias a que los SM GLOBAL PACKAGE fueron agotados en su totalidad.
- Manila

Pulp Live World productora de conciertos de Filipinas anuncio el 18 de mayo el regreso de Super Junior a Manila con su ´´SUPER SHOW 7´´  después de 5 años desde su última visita en 2013 con su Tour ´´SUPER SHOW 5´´ evento que reunió más de 13,000 fanáticos, este será en el recinto Mall of Asia Arena y la venta de boletos esta programada para el 3 de junio a las 10 AM y los costos de estos van desde los $55, $71, $92, $115, $140, $210 y VIP $255 dólares, Los SM GLOBAL PACKAGE tendrán costo de $900 y $1,750 dólares.
- Mexico - Premios Telehit

Super Junior fue el artista principal para el evento de los 25 años de Premios Telehit 2018 el evento más grande de un canal de música en México, el evento se anunció el día 11 de octubre, los boletos fueron totalmente gratis para las fanáticas y el concierto se realizó el día 7 de noviembre en el Estadio Azteca ante 70,000 personas, y con una audiencia televisiva en México de más de 5.7 millones y transmitida en más de 12 países como, Estados Unidos, Argentina, Perú, República Dominicana, Bolivia, Chile y otros, con una audiencia televisiva 14.8 millones, el evento coincidió con el aniversario trece de Super Junior, llevándose un premio Telehit, siendo el primer artista Coreano y Asiático en ser invitado a estos premios.
- ENCORE Bangkok

El concierto ENCORE SUPER SHOW 7 Se anunció el día 18 de septiembre en la página de la productora SM True Tailandia, el lugar a realizarse el concierto no es en el Impact Arena donde se había realizado todos los anteriores SUPER SHOW, ahora se realizara en el IMPACT CHALLENGER HALL que es la sala de exhibiciones más grande de Bangkok con capacidad de 20.000 a 28.000 personas que se encuentra a un lado del Impact Arena, los costos de los boletos y la fecha oficial se dio a conocer el día 30 de septiembre, la venta pública de los boletos se realiza el día 14 de octubre, estos van desde $50, $85, $120, $150, $165, $190 y VIP $250. Los paquetes de SM GLOBAL PACKAGE tendrán costos de $900 dólares por persona.
- Tokio

Super Junior vuelve después de 4 años al Tokio Dome, lo dio a conocer en la página oficial de Super Junior Japón hizo la publicación de los conciertos SUPER SHOW 7 en Tokio el día 28 de julio, mientras que Super Junior lo dijo en los conciertos de SMTOWN en Osaka.
Los boletos salieron a la venta por medio de Yahoo! Japan el día 12 de septiembre exclusivo para el club oficial ELF-JAPAN y hasta el día 19 venta general, los costos de los boletos van desde los $97, $115, $141 en lugares de gradas y zona campo, los boletos VIP tuvieron costo de $315 y $450 dólares. 
Los paquetes SM JAPAN PACKAGE opción solo para Japón tendrán costo de $990 y $1,400, los SM GLOBAL PACKAGE están disponibles desde $1,400, $1,790 y $2,455 dólares.
En la venta exclusiva para ELF-JAPAN los boletos disponibles en zonas VIP se agotaron en solo 3 minutos y en zonas numeradas en menos de 6 minutos, según Yahoo! Japan para la venta exclusiva para ELF-JAPAN pusieron solo el 25% del total de las entradas para ambos conciertos, el 75% del resto de las entradas estuvo disponible el día 19 de septiembre la venta para todo el público. Se estimó que Super Junior reuniría poco más de 112,500 personas en ambos shows y ganancias de más de $15 millones de dólares.
El día 4 de diciembre Billboard y Avex de Japón publicaron el resultado final de los dos conciertos en Tokio teniendo un resultado exitoso, ambas fechas para Super Junior se agotaron el día 21 de septiembre en ese momento eran casi 112,800 boletos agotados pero el día 3 octubre Yahoo! Japan anunció que se liberarían más lugares para ambos conciertos, teniendo un resultado de 114,182 boletos agotados, rompiendo dos récords en Tokio siendo el primer artista coreano en agotar más de 57,000 boletos por concierto y el segundo récord siendo el segundo artista en tener las mayores ganancias en la historia del Tokyo Dome después de The Rolling Stones con $9.3 millones de dólares por concierto y Super Junior con $8.8 millones de dólares por concierto.
- Seúl 2019 SUPERSHOW7S’

Super Junior anuncia el concierto llamado SUPERSHOW7S’ en Seúl como parte de su WORLD TOUR - SUPER SHOW 7 el día 28 de enero, también anuncia la venta de los SM GLOBAL PACKAGE, la venta de los boletos SM GLOBAL PACKAGE tiene fecha para el día 28 de enero hasta agotar los paquetes. La venta para club de fanes es para el día 31 de enero y la venta general el día 7 de febrero ambas a la venta por YES24 a las 8 PM KST. 
- Jakarta 2019 SUPERSHOW7S’

El grupo hizo oficial su regreso a Indonesia después de haber realizado una aparición en el cierre de Asian Games, la productora de indonesia anuncio en 2019 su concierto para el mes de junio en el Indonesia Convention Exhibition (ICE).
Los boletos se agotaron al 80% tan solo en dos días de salir a la venta, este concierto ha tenido los boletos más costosos hasta el momento para un concierto en Indonesia estos variaban entre los $85 hasta los $230 dólares en zona general y GLOBAL PACKAGE con precios de $1,250, $900 y $650 los cuales se agotaron en cuestión de una semana.
- Jeddah 2019 SUPERSHOW7S’

En junio se realizó público el póster de evento 'Jeddah Season Festival' al cual Super Junior participaría con su SUPERSHOW7S’ siendo el primer artista Asiático en presentarse en Arabia Saudita, El día 4 de julio se realizó la venta de boletos los cuales tenían los costos más altos hasta el momento para un SUPERSHOW con costos de $200 a $500 dólares en zonas generales y en zonas VIP $1,200 a $1,600 y GLOBAL PACKAGE $1,900 a $3,100 dólares, pero eso no impidió a más de 80,000 fanáticos colapsar el servidor del sitio para boletos del evento y agotarlo en menos de 20 minutos. 
El concierto tuvo mucho éxito ya que en dos días de participación de Super Junior y las subunidades Super Junior-K.R.Y y Super Junior-D&E atrajeron en el 'Jeddah Season Festival' más de 25,000 personas y el SUPERSHOW7S’ fue realizano ante más de 13,000 personas y obtuvo más de $5.5 Millones de dólares.

## Lista de canciones
| Seúl, Corea del Sur |
| --- |
| Super Junior Intro Video - Opening VCR (THE GREAT SUPER JUNIOR) - 1. "Black Suit" 2. "Scene Stealer" 3. "MAMACITA (아야야)" - First MENT 1. "Shirt" First video interlude - VCR #1 (The Ring) - 1. "예뻐 보여 (Girlfriend)" 2. "THIS IS LOVE" 3. "시간 차 (Too Late)" 4. "너라고 (It's You)" Second video interlude - VCR #2 (Chandelier) - 1. "비처럼 가지 마요 (One More Chance)" 2. "기억을 따라 (Memories)" 3. "별이 뜬다 (Stars Appear...)" Third video interlude - VCR #3 (Champagne) - ※ Super Ranger ※ 1. "로꾸거!!!(Rokuko)" Fourth video interlude - VCR #4 - Dancers Performance 1. "U" 2. "떴다 오빠 (Oppa, Oppa)" 3. "촉이 와 (Can You Feel It?)" - Second MENT 1. "Runaway" 2. "Too Many Beautiful Girls" 3. "Magic" Fifth video interlude - VCR #5 (Photo Flame Part.2) - - Club Medley Mix 1. "Let's Dance (DJing By 시원)" 2. "On and On" 3. "Super Duper" 4. "Sorry, Sorry" 5. "Mr. Simple" 6. "미인아 (BONAMANA)" Sixth video interlude - VCR #6 (Fireworks) - ※ To.International E.L.F. (이특) ※ 1. "I Do (두 번째 고백)" 2. "The Lucky Ones" 3. "Shining Star" Seventh video interlude - Encore VCR #7 (The Ticking Clock) - 1. "Devil" 2. "Spin Up" - Ment - 1. "Miracle" - Final - Special VCR - |

## Fechas[2]
| Fecha                   | Ciudad           | País           | Lugar                                            |
| ----------------------- | ---------------- | -------------- | ------------------------------------------------ |
| Asia                    |                  |                |                                                  |
| 15 de diciembre de 2017 | Seúl             | Corea del Sur  | Jamsil Indoor Stadium                            |
| 16 de diciembre de 2017 | Seúl             | Corea del Sur  | Jamsil Indoor Stadium                            |
| 17 de diciembre de 2017 | Seúl             | Corea del Sur  | Jamsil Indoor Stadium                            |
| 27 de enero de 2018     | Singapur         | Singapur       | Singapur Indoor Stadium                          |
| 28 de enero de 2018     | Bangkok          | Tailandia      | Impact Arena                                     |
| 10 de febrero de 2018   | Hong Kong        | Hong Kong      | AsiaWorld-Arena                                  |
| 31 de marzo de 2018     | Taipéi           | Taiwán         | Taipei Arena                                     |
| 1 de abril de 2018      | Taipéi           | Taiwán         | Taipei Arena                                     |
| Sudamérica              |                  |                |                                                  |
| 20 de abril de 2018     | Buenos Aires     | Argentina      | Luna Park                                        |
| 22 de abril de 2018     | Lima             | Perú           | Jockey Club del Perú                             |
| 24 de abril de 2018     | Santiago         | Chile          | Movistar Arena                                   |
| Norteamérica            |                  |                |                                                  |
| 27 de abril de 2018     | Ciudad de México | México         | Arena Ciudad de México                           |
| Asia                    |                  |                |                                                  |
| 12 de mayo de 2018      | Macau            | Macao          | Cotai Arena                                      |
| 30 de junio de 2018     | Manila           | Filipinas      | Mall Of Asia Arena                               |
| Norteamérica            |                  |                |                                                  |
| 7 de noviembre de 2018  | Ciudad de México | México         | Estadio Azteca                                   |
| Asia                    |                  |                |                                                  |
| 11 de noviembre de 2018 | Bangkok          | Tailandia      | Impact Challenger Hall                           |
| 30 de noviembre de 2018 | Tokio            | Japón          | Tokyo Dome                                       |
| 1 de diciembre de 2018  | Tokio            | Japón          | Tokyo Dome                                       |
| SUPERSHOW7S’            |                  |                |                                                  |
| 2 de marzo de 2019      | Seúl             | Corea del Sur  | KSPO DOME                                        |
| 3 de marzo de 2019      | Seúl             | Corea del Sur  | KSPO DOME                                        |
| 15 de junio de 2019     | Yakarta          | Indonesia      | Indonesia Convention Exhibition (ICE) - BSD City |
| 12 de julio de 2019     | Jeddah           | Arabia Saudita | King Abdullah Sports City Arena                  |
| TOTAL                   |                  |                |                                                  |

## Premios y nominaciones
| Año  | Organización                | Categoría                      | Resultado | Ref.   |
| ---- | --------------------------- | ------------------------------ | --------- | ------ |
| 2018 | 44th People's Choice Awards | La gira de conciertos del 2018 | Nominados | [ 12 ] |
| 2019 | Premios Luces               | Mejor Concierto del Año        | Ganaron   | [ 13 ] |

## Personal
- Organizador: SM Entertainment
- Promotor: Dream Maker Entercom
- Miembros de Super Junior participantes: Leeteuk, Heechul, Yesung, Shindong, Eunhyuk, Donghae, Siwon y Ryeowook (este último, a partir del 7 de noviembre de 2018 en México).
- Artistas invitados: Leslie Grace (Latinoamérica); Play-N-Skillz (Perú, Chile y México) y Rossa (Indonesia)